# Sericus brunneus
Sericus brunneus is een keversoort uit de familie van de kniptorren (Elateridae). De wetenschappelijke naam is gepubliceerd in 1759 door Linnaeus.